# Glenea carreti
Glenea carreti är en skalbaggsart som beskrevs av Pierre Lepesme och Stefan von Breuning 1956. Glenea carreti ingår i släktet Glenea och familjen långhorningar.
Artens utbredningsområde är Ghana. Inga underarter finns listade i Catalogue of Life.